# Leichtathletik-Europameisterschaften 1958/800 m der Frauen

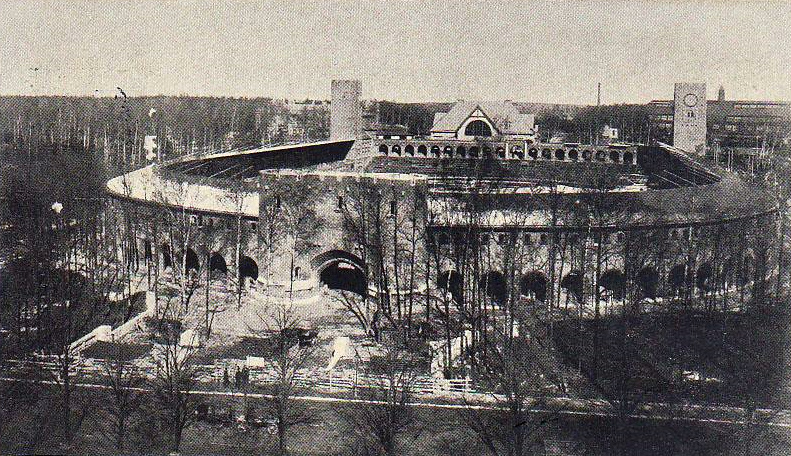
Ansichtskarte des Stockholmer Olympiastadions aus dem Jahr 1912

Der 800-Meter-Lauf der Frauen bei den Leichtathletik-Europameisterschaften 1958 wurde am 22. und 24. August 1958 im Stockholmer Olympiastadion ausgetragen.
Mit Gold und Bronze errangen die sowjetischen Läuferinnen zwei Medaillen. Europameisterin wurde Jelisaweta Jermolajewa. Sie gewann vor der Britin Diane Leather. Bronze ging an Dzidra Levicka.

## Rekorde

### Bestehende Rekorde
| Weltrekord   | 2:05,0 min | Nina Otkalenko   | Zagreb, Jugoslawien (heute Kroatien) | 24. September 1955       |
| Europarekord | 2:05,0 min | Nina Otkalenko   | Zagreb, Jugoslawien (heute Kroatien) | 24. September 1955       |
| EM-Rekord    | 2:08,8 min | Ljudmila Lysenko | EM Bern, Schweiz                     | Vorlauf, 25. August 1954 |
| EM-Rekord    | 2:08,8 min | Nina Otkalenko   | EM Bern, Schweiz                     | Finale, 27. August 1954  |

### Rekordverbesserung
Die sowjetische Europameisterin Jelisaweta Jermolajewa verbesserte den bestehenden Meisterschaftsrekord im Finale am 24. August um 2,5 Sekunden auf 2:06,3 Minuten. Den Welt- und Europarekord verfehlte sie damit um 1,3 Sekunden.

## Vorrunde
22. August 1958, 15.40 Uhr
Die Vorrunde wurde in drei Läufen durchgeführt. Die ersten drei Athletinnen pro Lauf – hellblau unterlegt – qualifizierten sich für das Finale.

### Vorlauf 1
| Platz | Name                   | Nation         | Zeit (min) |
| ----- | ---------------------- | -------------- | ---------- |
| 1     | Jelisaweta Jermolajewa | Sowjetunion    | 2:10,1     |
| 2     | Joy Jordan             | Großbritannien | 2:10,5     |
| 3     | Ariane Döser           | Deutschland    | 2:10,7     |
| 4     | Krystyna Nowakowska    | Polen          | 2:10,7     |
| 5     | Eila Helin             | Finnland       | 2:11,9     |
| 6     | Jytte Kort             | Niederlande    | 2:16,5     |
| 7     | Maria Kessels          | Belgien        | 2:38,5     |

### Vorlauf 2
| Platz | Name              | Nation         | Zeit (min) |
| ----- | ----------------- | -------------- | ---------- |
| 1     | Diane Leather     | Großbritannien | 2:09,8     |
| 2     | Dzidra Levicka    | Sowjetunion    | 2:10,0     |
| 3     | Beata Żbikowska   | Polen          | 2:10,2     |
| 4     | Margarete Buscher | Deutschland    | 2:11,3     |
| 5     | Nicole Goullieux  | Frankreich     | 2:11,7     |
| 6     | Milica Rajkov     | Jugoslawien    | 2:13,3     |

### Vorlauf 3
| Platz | Name                | Nation         | Zeit (min) |
| ----- | ------------------- | -------------- | ---------- |
| 1     | Betty Loakes        | Großbritannien | 2:10,6     |
| 2     | Wera Muchanowa      | Sowjetunion    | 2:10,6     |
| 3     | Edith Schiller      | Deutschland    | 2:10,8     |
| 4     | Gül Çıray           | Türkei         | 2:11,6     |
| 5     | Aranka Kazi         | Ungarn         | 2:12,1     |
| 6     | Saara Vilén         | Finnland       | 2:15,1     |
| DNS   | Georgeta Dumitrescu | Rumänien       |            |

## Finale
24. August 1958, 14.40 Uhr
| Platz | Name                   | Nation         | Zeit (min) |
| ----- | ---------------------- | -------------- | ---------- |
| 1     | Jelisaweta Jermolajewa | Sowjetunion    | 2:06,3 CR  |
| 2     | Diane Leather          | Großbritannien | 2:06,6     |
| 3     | Dzidra Levicka         | Sowjetunion    | 2:06,6     |
| 4     | Ariane Döser           | Deutschland    | 2:08,2     |
| 5     | Wera Muchanowa         | Sowjetunion    | 2:08,4     |
| 6     | Edith Schiller         | Deutschland    | 2:10,2     |
| 7     | Beata Żbikowska        | Polen          | 2:11,0     |
| 8     | Betty Loakes           | Großbritannien | 2:11,4     |
| 9     | Joy Jordan             | Großbritannien | 2:11,6     |